# إيس هود
إيس هود (بالإنجليزية: Ace Hood) هو رابر ومغني أمريكي، ولد في 11 مايو 1988 في بورت سانت لوسي في الولايات المتحدة.

## وصلات خارجية
- الموقع الرسمي
- إيس هود على موقع IMDb (الإنجليزية)
- إيس هود على موقع ميوزك برينز (الإنجليزية)
- إيس هود على موقع أول ميوزيك (الإنجليزية)
- إيس هود على موقع ديسكوغز (الإنجليزية)
- إيس هود على موقع ديسكوغز (الإنجليزية)